# 黄金银耳
黄金银耳（Tremella mesenterica）又称黄银耳、橙黄银耳等，传统上认为是金耳别名黄木耳，金木耳等，银耳目银耳科银耳属的一种真菌。生于腐木上，可食。广泛分布于亚洲、非洲、澳大利亚、欧洲及南北美洲。多见于高山栎林带，生于高山栎或高山刺叶栎等树干上。

## 分类及名称
虽然中国的“金耳”传统上都认为是黄金银耳（Tremella mesenterica）这个种，据称是由邓叔群首次采用该拉丁名称定在“金耳”上的，但1976年，真菌学家黄年来认为中国产的“金耳”与国际上所描述的金耳（T.mesenterica）存在差异，认为中国的金耳应该是脑状银耳（T.encephala）。还有学者认为“金耳”应当是金色银耳（T.aurantia）这个种。但1990年臧穆等人研究发现中国的金耳标本不同于上述物种，将中国的标本定名为金耳（Tremella aurantialba），该种是中国的特有物种。后来又研究发现金耳（T.aurantialba）应当归属于白耳属（Naematelia）而不是银耳属（Tremella）。不过目前仍有许多书籍将中国药用、食用的金耳记成黄金银耳（Tremella mesenterica）。
原另有一种“橙黄银耳”（学名Tremella lutescens）现研究发现与黄金银耳（T. mesenterica）实为同一种，目前作为异名处理。

## 形态
子实体直径4～11cm，高3～6cm，由许多弯曲的裂瓣组成，新鲜时黄色至橘黄色，干后暗黄色，内部微白，基部较窄，胶质。菌肉厚，有弹性，胶质。

## 药用
橙黄银耳的子实体在一些地方作为中药金耳使用，功效为益肺化痰、平喘止咳。但注意这些资料中的“橙黄银耳”（Tremella mesenterica）很可能指的是金耳（Naematelia aurantialba）。